# Angelo Branduardi (Album)
Angelo Branduardi ist das erste Album des italienischen Musikers Angelo Branduardi. Es erschien 1974 in einer italienischen und in einer englischsprachigen Version auf Langspielplatte. Das Album ist Luisa „Paco“ Zappa gewidmet.

## Inhalt und Entstehung
Nachdem Angelo Branduardi schon mehrfach auf seiner Geige zur Filmmusik von Ennio Morricone gespielt und auch schon eigene Liedtexte und Liedtexte von Sergej Esenin sowie Luisa Zappa vertont hatte, kam dem Produzenten Paul Buckmaster die Idee des ersten eigenen Albums Branduardis. Musik und Text stammen weitgehend von Angelo Branduardi selbst. Lediglich der Song Eppure chiedilo agli uccelli wurde von Paul Buckmaster komponiert, der Text ist aus dem Buch Ijob, Kap. 12, Vers 7. Das Coverfoto ist von Cesare Monti.
Nach der Aufnahme des Albums kam Paul Buckmaster auf die Idee, dass sich eine Version in englischer Sprache international besser verkaufen könnte. So wurde Peter Sinfield beauftragt, die Texte zu übersetzen, und danach wurde das Album schnell aufgenommen.

## Titelliste
| LP Seite 1 1. Re di speranza, 4:31 2. Il tempo che verra’, 3:19 3. Eppure chiedilo agli uccelli (Paul Buckmaster), 1:56 4. Per creare i suoi occhi, 3:50 5. Ch'io sia la fascia, 2:06 6. Lentamente, 3:10 LP Seite 2 1. Storia di mio figlio, 6:10 2. E domani arrivera’, 11:12 3. Il regno millenario, 3:12 | LP Seite 1 1. King of Hope, 4:31 2. The Time to Come, 3:19 3. Also Ask the Birds (Paul Buckmaster), 1:56 To Create her Eyes, 3:50 4. Let me Be, 2:06 5. Slowly, 3:10 LP Seite 2 1. Story of my Son, 6:10 2. And Tomorrow Won’t Be Long, 11:12 3. The Thousand Annum Kingdom, 3:12 |